# Torcé-Viviers-en-Charnie

Torcé-Viviers-en-Charnie este o comună în departamentul Mayenne, Franța. În 2009 avea o populație de 732 de locuitori.